# Золота міна
«Золота міна» (рос. «Золотая мина») — радянський двосерійний телевізійний художній фільм, поставлений на кіностудії «Ленфільм» у 1977 році режисером  Євгеном Татарським.

## Сюжет
3 квітня 1976 року з колонії суворого режиму біжить особливо небезпечний злочинець Борис Брунов. А через півтора року, у вівторок, 16 серпня 1977, на шосе під Ленінградом знайдений важко поранений молодий чоловік на прізвище Торчинський, який був збитий машиною. В той же день в міліцію звертаються архітектор Дроздовський і його дружина із заявою, що хтось стежить за їх дачею. Причому план дачі знайдено у збитого машиною Торчинського.
В процесі розслідування працівники міліції виявляють, що в справі замішаний Борис Брунов, але сам він залишається невловимим. В поле зору оперативників потрапляє фотограф Микола Косов, проте йому вдається втекти. Розраховуючи вийти на невловимого злочинця, працівники міліції намагаються знайти підхід до великого фахівця в галузі пластичної хірургії Яна Карловича Поднієкса, який свого часу дуже вплинув на Брунова. В результаті розслідування з'ясовується, що Борис Брунов і Микола Косов — один і той же чоловік.

## У ролях
- Євген Кіндінов — капітан міліції Сергій Корнійович Крошин
- Михайло Глузський — полковник міліції Костянтин Іванович Зарубін
- Олег Даль —  Микола Григорович Косов, він же Борис Леонідович Брунов
- Лариса Удовиченко — лейтенант міліції Тетяна Семенівна Лебедєва, слідчий-практикант
- Любов Поліщук —  Лариса, подруга Косова
- Жанна Прохоренко —  Лідія Леонідівна Брунова, сестра Брунова і колишня дружина Торчинського
- Ігор Єфімов —  Микола Ілліч Литвиненко, оперативник
- Ігор Янковський —  Олег Торчинський, завідувач взуттєвим відділом
- Олег Єфремов —  Ігор Карпов, завідувач відділом тканин, приятель Торчинського
- Олена Фомченко —  Тамара Єфімова, подруга Лариси
- Лев Лемке —  Ілля Аркадійович Дроздовський, архітектор, власник дачі
- Тетяна Ткач —  Ірина, дружина Дроздовського
- Ігор Добряков —  оперативник Ігор Лохов
- Ігор Дмитрієв —  Ян Карлович Поднієкс, пластичний хірург
- Геворг Чепчян —  Ерванд Акопович Меліктесян, він же розшукуваний рецидивіст Каспарян Гурген Артемович, зубний технік
- Дмитро Барков —  лікар «швидкої допомоги»
- Олександр Богданов —  водій сміттєвоза
- Адольф Ільїн —  Гришанін, спільник Косова
- Людмила Ксенофонтова —  Ксенія Миколаївна, пацієнтка Поднієкса
- Герман Орлов —  бармен бару «Кронверк»
- Аркадій Пишняк —  Мендибаєв, міліціонер в засідці
- Олена Ставрогіна —  Катерина, дружина Карпова
- Володимир Студенніков —  епізод
- Сергій Суслін —  епізод
- Дмитро Свєтозаров —  відвідувач бару «Кронверк»
- Любов Тищенко —  продавець взуттєвого відділу
- Олег Хроменков —  Кулівенко, відвідувач ресторану «Кронверк»
- Адольф Шестаков —  генерал міліції
- Марина Юрасова —  Петрова, головний лікар лікарні
- Марія Бєлкіна —  Маша, продавець взуттєвого відділу
- Світлана Кірєєва —  працівниця магазину
- Володимир Литвинов —  Карагодов, експерт майор

## Знімальна група
- Автори сценарію —  Павло Грахов,  Артур Макаров
- Режисер-постановник —  Євген Татарський
- Головний оператор —  Костянтин Рижов
- Головний художник —  Ісаак Каплан
- Композитор —  Ісаак Шварц,  Дмитро Кіжаєв